# منطقه ویژه حفاظت

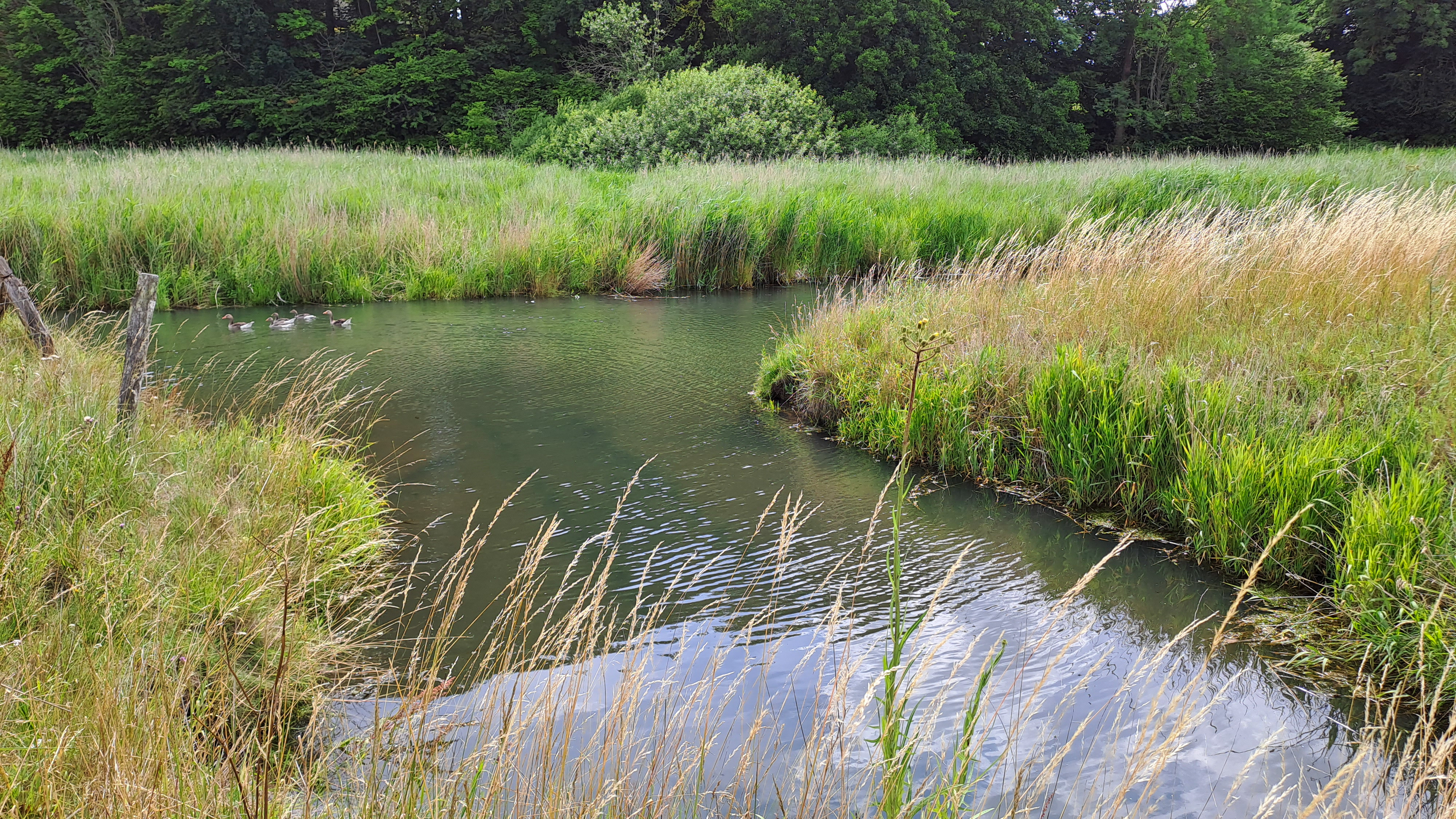
مرتبط

منطقه ویژه حفاظت (به انگلیسی: Special Area of Conservation (SAC)) در دستورالعمل زیستگاه‌های اتحادیه اروپا (92/43/EEC) تعریف شده‌است که به عنوان دستورالعمل حفاظت از زیستگاه‌های طبیعی و جانوران و گیاهان وحشی نیز شناخته می‌شود. آنها باید از ۲۲۰ زیستگاه و تقریباً ۱۰۰۰ گونه فهرست‌شده در پیوست I و II دستورالعمل حفاظت کنند که طبق معیارهای ارائه‌شده در دستورالعمل، مورد توجه اروپا قرار می‌گیرند. آنها باید از مکان‌های مهم جامعه توسط کشورهای عضو انتخاب شوند و با اقدامی که اقدامات حفاظتی زیستگاه طبیعی را تضمین می‌کند، به عنوان منطقه ویژه حفاظت تعیین شوند.
منطقه ویژه حفاظت مکمل مناطق حمایت ویژه هستند و با هم شبکه‌ای از زیستگاه‌های حفاظت‌شده را در سراسر اتحادیه اروپا به نام Natura 2000 تشکیل می‌دهند. این، به نوبه خود، بخشی از شبکه زمرد از مناطق حفاظتی ویژه (ASCIs) تحت کنوانسیون برن است.